# Buochs
Buochs je obec ve švýcarském kantonu Nidwalden. Leží přibližně 4 kilometry severovýchodně od hlavního města kantonu, Stansu. Žije zde přibližně 5 300 obyvatel.

## Geografie
Obec leží na jižním břehu Lucernského jezera, na severním svahu Buochserhornu a v rovině vytvořené na severozápadě říčkou Engelberger Aa. Místní horou Buochs je Buochserhorn, vysoký 1806,8 m n. m. Centrum obce leží v nadmořské výšce 435 m n. m. 
Téměř polovina (48 %) celkové rozlohy obce je využívána pro zemědělství, velká část roviny je vyčleněna pro letiště. Lesy nebo lesní porosty pokrývají 34,1 % rozlohy obce. Zastavěná plocha pokrývá 16 % rozlohy obce, 1,9 % tvoří neproduktivní půda.
Obcí protéká potok Rübibach od Buochserhornu k Lucernskému jezeru. Kanton Nidwalden musel strmou strž tohoto potoka na horském svahu zabezpečit potočními zábranami kvůli častým suťovým proudům.
Obec Buochs sousedí na severozápadě s Ennetbürgenem, na severovýchodě s Gersau (kanton Schwyz) na druhé straně Lucernského jezera, na jihovýchodě s Beckenriedem, na jihu s Oberdorfem a na západě se Stansem.

## Historie

Buochs (1925)

V oblasti Buochs byly nalezeny stopy raného osídlení již v římské době. Místní jméno Buochs je pravděpodobně odvozeno od pozdně římské podoby jména.
Od roku 1348 existuje v Buochsu organizace svobodných sedláků, z níž vznikla dnešní obecní korporace Buochs. Korporace Ennetbürgen se od ní oddělila až v roce 1910. Družstevní korporace spravuje alpský vrch Arhölzli na jihozápadním úbočí Buochserhornu, udržuje ochranný les nad obcí Buochs a od roku 1619 spravuje les Buochser Naswald na severní straně zátoky Buochsského jezera. Od roku 2010 je les přírodní rezervací.
Samostatná farnost svatého Martina existuje v Buochsu od roku 1454. Koryto řeky Engelberger Aa bylo poprvé opraveno kolem roku 1500.
V roce 1798, za helvétské éry, se obec téměř celá stala obětí rozsáhlého požáru při útoku francouzských vojsk. Zahynulo 52 lidí.
Od roku 1838 se v Buochs nacházely průmyslové podniky. V roce 1855 byla vybudována přímá kantonální silnice ze Stansu do Buochsu s mostem Fadenbrücke přes řeku Aa. V roce 1938 bylo na pozemcích družstevní korporace vybudováno vojenské letiště Buochs a v roce 1970 dálnice A2, která leží přímo na jižním okraji obce.

## Obyvatelstvo

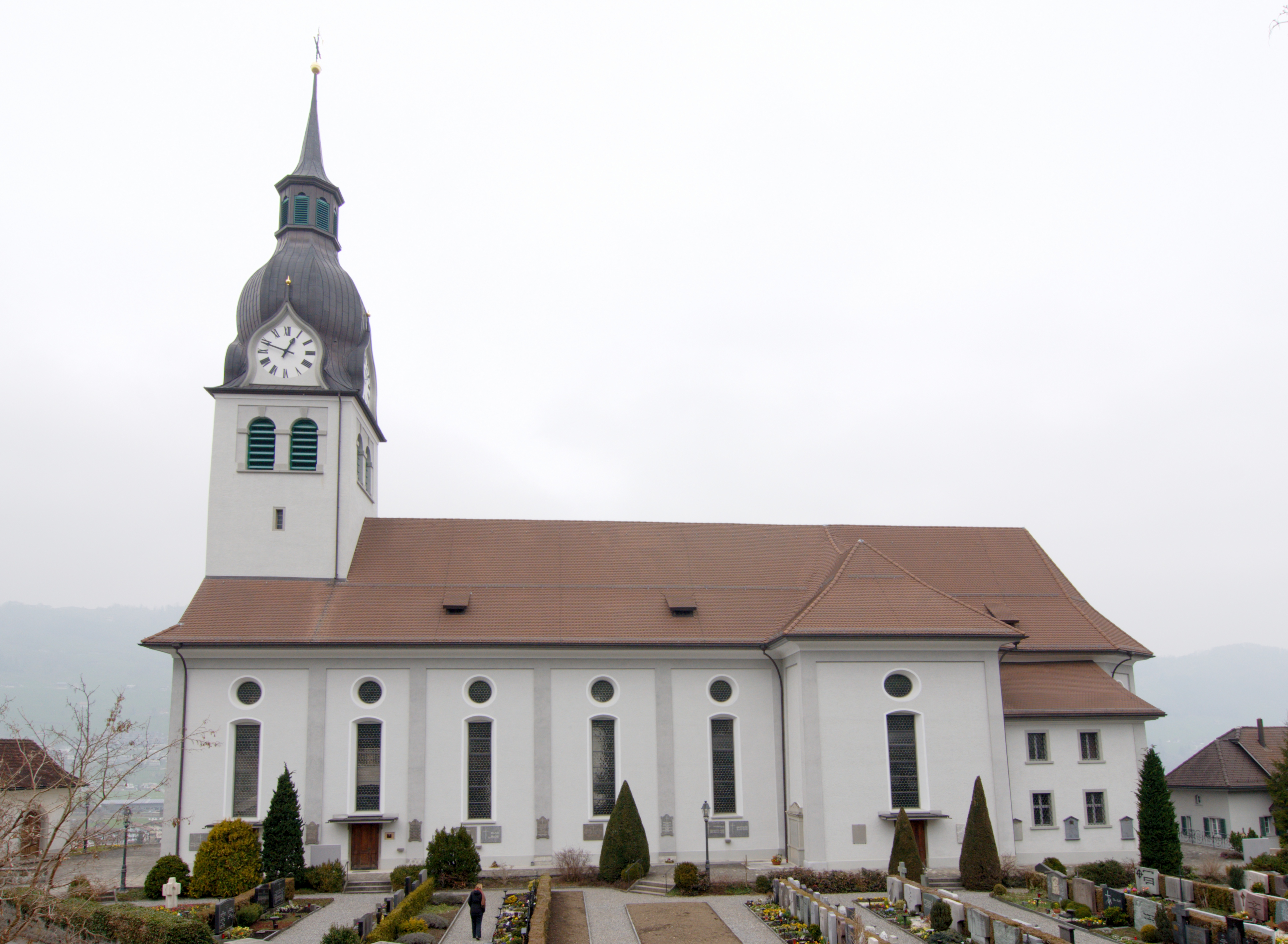
Farní kostel sv. Martina

K 31. prosinci 2021 v obci žilo 5411 obyvatel.

### Vývoj populace
V letech 1850–1870 počet obyvatel výrazně vzrostl. V následujícím desetiletí mírně poklesl, ale od 80. let 19. století opět vzrostl. Celkově se počet obyvatel mezi lety 1850 a 1900 zvýšil o 354 osob, tj. o 27,6 %. Mezi lety 1900 a 1920 došlo k dalšímu malému odlivu obyvatel (1900-1920: -5,4 %). Od té doby počet obyvatel neustále roste a v současné době je více než čtyřnásobný oproti roku 1850. Díky dobrému silničnímu spojení na dálnici A2 je Buochs v dojezdové vzdálenosti od větší oblasti Lucernu. V roce 2008 však vzrostl počet obyvatel pouze o 31 osob, tj. o 0,6 %. Buochs patří do aglomerace Stansu s více než 30 tisíci obyvateli.
| Vývoj počtu obyvatel | Vývoj počtu obyvatel | Vývoj počtu obyvatel | Vývoj počtu obyvatel | Vývoj počtu obyvatel | Vývoj počtu obyvatel | Vývoj počtu obyvatel | Vývoj počtu obyvatel | Vývoj počtu obyvatel | Vývoj počtu obyvatel | Vývoj počtu obyvatel | Vývoj počtu obyvatel | Vývoj počtu obyvatel | Vývoj počtu obyvatel | Vývoj počtu obyvatel | Vývoj počtu obyvatel | Vývoj počtu obyvatel | Vývoj počtu obyvatel | Vývoj počtu obyvatel | Vývoj počtu obyvatel |
| -------------------- | -------------------- | -------------------- | -------------------- | -------------------- | -------------------- | -------------------- | -------------------- | -------------------- | -------------------- | -------------------- | -------------------- | -------------------- | -------------------- | -------------------- | -------------------- | -------------------- | -------------------- | -------------------- | -------------------- |
| Rok                  | 1850                 | 1860                 | 1870                 | 1880                 | 1888                 | 1900                 | 1910                 | 1920                 | 1930                 | 1941                 | 1950                 | 1960                 | 1970                 | 1980                 | 1990                 | 2000                 | 2010                 | 2015                 | 2020                 |
| Počet obyvatel       | 1284                 | 1432                 | 1515                 | 1424                 | 1464                 | 1638                 | 1591                 | 1549                 | 1739                 | 2026                 | 2355                 | 2733                 | 3232                 | 3742                 | 4295                 | 4856                 | 5318                 | 5433                 | 5313                 |

### Jazyky
Téměř všichni obyvatelé mluví německy jako každodenním hovorovým jazykem, avšak silně alemanským dialektem. Při sčítání lidu v roce 2000 uvedlo 90,9 % obyvatel jako svůj hlavní jazyk němčinu, 1,8 % italštinu a 1,7 % srbochorvatštinu.

### Národnostní složení
Z 5411 obyvatel na konci roku 2021 bylo 4569 (84,44 %) švýcarských státních příslušníků. Většina přistěhovalců pochází ze střední a západní Evropy (Německo 181 a Spojené království 39 osob), jižní Evropy (Itálie 77, Portugalsko 46 a Španělsko 21 osob), bývalé Jugoslávie (Makedonie 79, Kosovo 65, Bosna a Hercegovina 25 a Srbsko 20 osob), Srí Lanky (29 osob), Bulharska (22 osob) a Turecka (20 osob). Při sčítání lidu v roce 2000 mělo švýcarské občanství 4285 osob (88,24 %); z toho 175 osob mělo dvojí občanství.

## Hospodářství
Zemědělství a přeprava zboží po jezeře byly dlouhou dobu hlavními hospodářskými činnostmi v Buochsu. V 19. století se přidala řemesla a od roku 1871 nabýval na významu cestovní ruch. Dnes jsou zde pracovní místa ve výrobě letadel s řadou subdodavatelů.

## Doprava

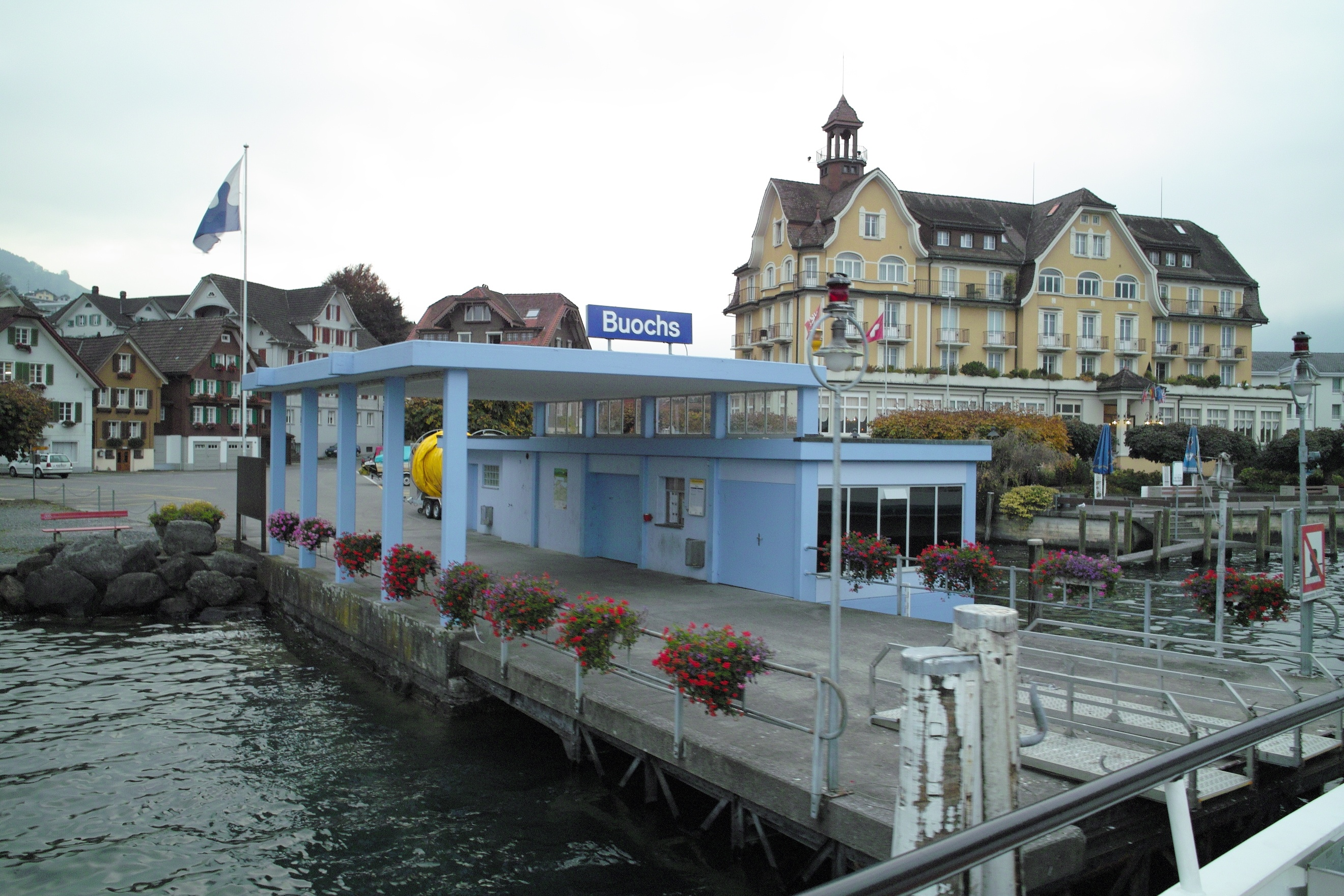
Přístaviště Buochs

Buochs leží na dálnici A2 (Basilej-Lucern-Gotthard) a má vlastní dálniční sjezd. Většina vzletové a přistávací dráhy letiště Buochs se nachází na území obce.
Obec je obsluhována na hlavní silnici poštovní autobusovou linkou Länderpark – Stans – Seelisberg.
Na jezeře je v letní sezóně přístupné lodní přístaviště Buochs, kam plují pravidelné lodě společnosti pro plavbu po Lucernském jezeře.